# قشلاق ملي محمودلر (مقاطعة بيله سوار)
قشلاق ملي محمودلر (بالفارسية: قشلاق ملی محمودلار) هي منطقة سكنية تقع في إيران في أردبيل. يقدر عدد سكانها بـ 35 نسمة .